# Kovács Noémi
Kovács Noémi (Nyíregyháza, 1981. május 14.) újságíró, krimiíró, történész.

## Élete, pályafutása
Általános és középiskolai tanulmányait szülővárosában, Nyíregyházán végezte. A Zrínyi Ilona Gimnáziumban megörökölte Friderikusz Sándor iskola rádióját, ezzel indult újságírói karrierje. 2002-ben a Színház- és Filmművészeti Egyetemen szerzett Adásrendező – TV-szerkesztő diplomát Rangos Katalin osztályában, majd a Századvégen tanult politikai kommunikációs szakértő szakon. Tanulmányait az ELTE Bölcsészettudományi Kar Történész szakán folytatta. 2015. június 16-án sikeres államvizsgát tett.
Első cikkei 14 éves korában jelentek meg a Kelet-Magyarország belpolitikai rovatában. Első novelláit 15 évesen publikálták novelláskötetek. Írásaival novellaíró versenyeket, versmondásával szavalóversenyeket nyert. 18 éves korában, főiskolai tanulmányai közben a Magyar Televízió Regionális Híradójának műsorvezetője, az Úton – Európa Magazin, majd a Satellit TV magazinjainak riportere és szerkesztője lett. A főiskola elvégzése után Bárdos András felkérte a TV2-n induló műsora, a Jó estét, Magyarország! riporterének.
2003-ban az MTV Híradó, a Gazdasági Híradó (Daróczi Dáviddal) és az Uniós Hírek riportere, a Cirkáló – Utazási Magazin szerkesztője volt.
A 2004. évet Nagy-Britanniában töltötte. Az MTV tudósítójaként Londonból a Magyar Magic az Egyesült Királyságban című rendezvénysorozatról közölt hosszú riportokat, közben az MTV állományba vette. Rövid ideig a Közéleti Főszerkesztőség tagja volt, majd a Kulturális Főszerkesztőség Művészeti osztályán kezdett dolgozni. London után Amszterdamba utazott, hogy a Partra, magyar! című rendezvényről tudósítson, majd Brüsszelbe hívták a kulturális intézet megnyitójára. A Vigyázz! Kész! Jazz!" műsor műsorvezetőjeként és több dokumentumportré rendezőjeként tartják számon: (A Darvas, A Zenthe, Egy mesés hang – Portré Szabó Gyuláról)
2005-ben a Rakott című műsorral párhuzamos futó és a Stúdió műsor örökösének tartott Allegro Archiválva 2014. július 27-i dátummal a Wayback Machine-ben  című műsor műsorvezetője és szerkesztője volt. Bemutatta, hogy egy kulturális műsor is érdekelheti a bulvár médiát azzal, hogy egy Karády Katalinról szóló párbajra hívta a Rakott műsorvezetőjét, Karafiáth Orsolyát, amit meg is nyert. Majd elindította Magyarország első és egyetlen kulturális oknyomozó magazinját, a Művész-kémet Ezután a TV2-höz igazolt.
2008-ig a TV2 Aktív és Magellán című műsorának riportere volt. Árpa Attila producer felkérésére A TV2 meg én, 10 éves a TV2 című műsor riportere lett, 2008-ban a bűnügyi területet választotta.
2008 és 2010 között az ATV Tetthely című bűnügyi magazinjának főszerkesztő – műsorvezetője volt. A Who is Who lexikon szerint az ő nevéhez fűződik a bűnügyi illusztráció meghonosítása Magyarországon. Közben 2009 szeptemberétől egy éven át az Országos Polgárőr Szövetség sajtófőnöke lett. Munkásságát a Polgárőr Érdemkereszt Arany fokozatával ismerték el.
2011-ben elindította saját internetes képeslapját, Magyarország első multimédiáját a nagy hírportálok alternatívájaként Sikeradó névvel és a sikerek, értékek, „jó hírek” üzenetével.
2012-től a Budapesti Kommunikációs és Üzleti Főiskola (BKF) óraadó tanára.
2013-ban az Athenaeum Kiadó felfedezte krimiíróként. Megjelent első krimije a Lélekölő az Athenaeum Kiadó gondozásában.
2013-ban létrehozta az Interaktív Krimiszínházat, amelyet azóta is üzemeltet.
2014-ben az Athenaeum Kiadó kiadta második regényét, melynek címe: Gyilkos vágy.
2015. szeptember 1.- 2016. április 30. között a Faktor.hu senior újságírója (szakterület: bűnügyek, történelem)
2016. május 1. óta az ORIGO.hu senior újságírójaként dolgozik elsősorban bűnügyi és történelmi területen.
2018-ban lediplomázott az ELTE BTK Atelier Európai Historiográfia és Társadalomtudományok Tanszék: Kulturális Örökség Tanulmányok MA szakán, ezzel okleveles kulturális örökség szakember lett.
2018. október 12. – 2018. december 14. Kiemelt ügyek Kovács Noémivel címmel sugározza bűnügyi magazinjának 1. évadát a LifeTV.
2022-ben felvételt nyert a Károli Gáspár Református Egyetem Történelemtudományi Doktori Iskolájába. Kutatása tárgya a női bűnelkövetők 1918 és 1941 közötti története Budapesten.

## Sport
2019. májusában ismerkedett meg a golffal, ősztől nemzetközi szinten bejegyezett, amatőr golfozó, versenyekre jár
2019. november 9-én, a harmadik versenyén, megnyerte a Női nettó II. kupát a Sárközi Golf & Schiller Autó Családi Kupán az Academy Golf Clubban
2020. március 4-én  ezüstérmet nyert az észak-ciprusi Korineum golfpályán rendezett golfversenyen
2020. június 25-én megnyerte a Női nettó II. kupát a Continental Citygolf Tour 1. állomásán a Continental Citygolf pályán
2020. július 25-én első lett, megnyerte a Női nettó I. kupát a Continental Citygolf Tour 2. állomásán a Continental Citygolf pályán
2020. augusztus 16-án második lett, megnyerte a Női nettó II. kupát a Continental Citygolf Tour 3. állomásán a Continental Citygolf pályán, ezzel biztosította első helyén az összetett listán
2020. október 17-én vehette át a Continental Citygolf Club 2020-as női bajnoki címmel járó trófeáját a Continental Citygolf pályán, amivel ő lett a 9 szakaszos pálya klubbajnoka
2021. május 8-9-ei kétnapos versenyen megnyerte a XXXII. Magyar Kupa Női nettó I. kupáját a Pannónia Golf & Country Clubban a Pannónia tagjaként.
2022. augusztus 25-én – felépülve egy kisebb gerincsérülésből – harmadik lett a Chivas Regal Gourmet Tour Városliget Café & Restaurant golfversenyén a Budapest Highland Golf Clubban a golfklub tagjaként.

## Főbb művei
- Lélekölő (2013)
- Gyilkos vágy (2014)

## Főbb díjai, kitüntetése
- Polgárőr Érdemkereszt Arany fokozata (2010)